# Кент Бенсон
Майкл Кент Бенсон (англ. Michael Kent Benson, нар. 27 грудня 1954, Нью-Касл, Індіана, США) — американський професіональний баскетболіст, що грав на позиції центрового за низку команд НБА.

## Ігрова кар'єра
Починав грати в баскетбол у команді старшої школи Крайслера (Нью-Касл, Індіана). На університетському рівні грав за команду Індіана (1973–1977). 1976 року разом з Квінном Бакнером та Скоттом Меєм привів університет до чемпіонства в NCAA.
1977 року був обраний у першому раунді драфту НБА під загальним 1-м номером командою «Мілвокі Бакс». У першому ж матчі в лізі, на другій хвилині ігрового часу зіткнувся з Карімом Абдул-Джаббаром, внаслідок чого отримав перелом щелепи, а Абдул-Джабар — перелом руки.
З 1980 по 1986 рік грав у складі «Детройт Пістонс».
1986 року перейшов до «Юта Джаз», у складі якої провів наступний сезон своєї кар'єри.
Наступною командою в кар'єрі гравця була «Клівленд Кавальєрс», за яку він відіграв один сезон.
Останньою ж командою в кар'єрі гравця стала «Канту» з Італії, до складу якої він приєднався 1988 року і за яку відіграв один сезон.
Провівши 11 сезонів у НБА, він так і не продемонстрував потенціалу першого номера драфту.